# Gość Niedzielny
1. | Gość Niedzielny   | Gość Niedzielny               |
| ----------------- | ----------------------------- |
| Hauptsitz         |                               |
| Beschreibung      | Polnisches religiöses Magazin |
| Erstausgabe       | 1923                          |
| Erscheinungsweise | wöchentlich                   |
| Verkaufte Auflage | 78.182 Exemplare              |
| Chefredakteur     | Adam Pawlaszczyk              |
| Weblink           | gosc.pl (polnisch)            |
| ISSN (Print)      | 0137-7604                     |

Gość Niedzielny (anhörenⓘ „Sonntagsgast“) ist ein polnisches Nachrichtenmagazin. Es erscheint wöchentlich. Politisch wird die Zeitschrift als katholisch-konservativ verortet.
Gość Niedzielny wurde 1923 in Katowice von dem örtlichen Erzbistum gegründet. Dem Magazin wird Einfluss auf die öffentliche Meinungsbildung in Polen zugeschrieben. Es werden Themen aus Religion, Politik, Wirtschaft, Bildung, Kultur in Polen und im Ausland behandelt. Wie bei allen Printmedien in Polen ist die Auflagenzahl rückläufig. 